# Клан Волкіншоу

Гребінь клану Волкіншоу.

Клан Волкіншоу (шотл. — Clan Walkinshaw) — один з кланів рівнинної частини Шотландії — Лоуленду. На сьогодні клан не має визнаного герольдами Шотландії вождя, тому називається «кланом зброєносців».
Гасло клану: In Season — пора

## Історія клану Волкіншоу
Назва клану Волкіншоу територіальна — назва походить від місцевості Волкіншоу в Ренфреширі. Вважається, що сама назва місцевості походить від слів wealcere — повніше, sceaga — гай. Засновником клану Волкіншоу вважається Дуглас Волкіншоу (лат. — Duugallus filius Cristini), що був суддею в графстві Леннокс. У 1235 році він став володарем земель Нок та земель абатства Пейслі. Люди з клану Волкіншоу були спадковими лісниками Високих Стюартів Шотландії, зокрема в баронстві Ренфрю. Це відобразилося на давньому гербі вождів клану Волкіншоу, на якому були зображені два лісники в кілтах.
У 1551 році Роберт Волкіншоу згадується в судових документах міста Глазго. У документах 1562 року згадується Контантин Волкіншоу.
Землі клану були у власності вождя клану, доки не перейшли у власність септи Волкіншоу літл Фулвуд, а потім у власність септи Волкіншоу Гартурк. Пізніше утворилися ще інші септи клану: Волкіншоу Бурроуфілд та Волкіншоу Скотстон. Нині всі вони вважають себе кланом Волкіншоу і носять гребінь клану з зображенням стрижа.

## Видатні люди клану Волкіншоу
- Клементина Марія Софія Волкіншоу (шотл. — Clementina Maria Sophia Walkinshaw) (1720–1802) — була коханкою принца Чарлі Бонні Стюарта — претендента на шотландський трон та лідера повстання якобітів 1745 року. Клементина Марія Софія Волкіншоу була з родини, що постійно підтримувала якобітів. Ця родина жила в Ланаркширі. Пізніше вона посварилася з Чарльзом Стюартом, стверджувала, що Чарлі її образив. У них була дочка — Шарлота Стюарт, що народилася 29 жовтня 1753 року і померла від раку печінки 17 листопада 1789 року в Болоньї (Італія) у віці 36 років.